# Place Diana
Place Diana è una piazza nel quartiere Chaillot del XVI arrondissement di Parigi e si affaccia sul Pont de l'Alma e sulla Fiamma della Libertà, monumento che riproduce la parte superiore della fiaccola della Statua della Libertà.

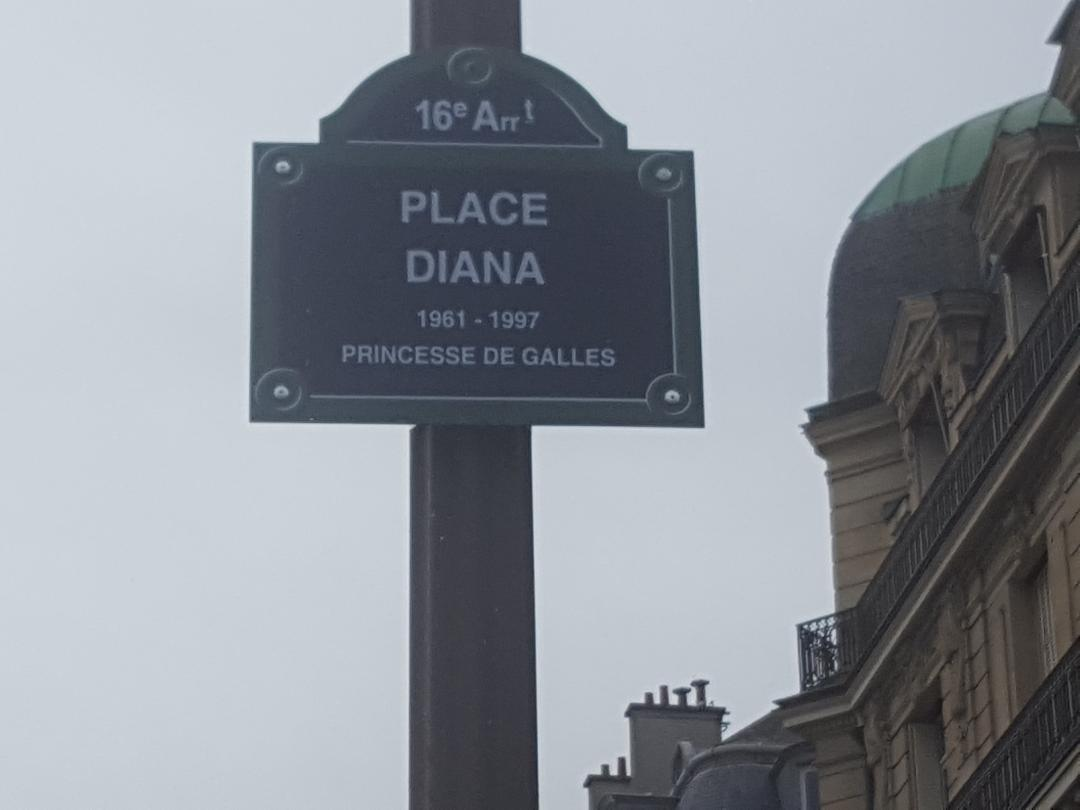
Place Diana, XVI arrondissement di Parigi.

Dal 2019 prende il nome da Diana Spencer, che perse la vita a causa di un incidente stradale nel tunnel di Place de l'Alma. Nello stesso incidente morirono il suo compagno Dodi Al-Fayed e il conducente della vettura Henri Paul, capo della sicurezza dell'Hôtel Ritz, dove i due si trovavano prima dell'incidente.
In precedenza, la piazza era intitolata a Maria Callas.